# Santa Ana Nextlalpan
Santa Ana Nextlalpan es una población mexicana y cabecera del municipio de Nextlalpan, está ubicada en el centro del estado de México, al norte de la Ciudad de México y al noroeste del municipio. 

## Contexto geográfico
El pueblo de Santa Ana Nextlalpan colinda al norte con la cabecera municipal de Jaltenco, al sur limita con el pueblo, al este con el pueblo de Xaltocan y al oeste Melchor Ocampo.
- Latitud: 19° 44′ 25″ N
- Longitud: 99° 04′ 21″ O